# Seznam vrcholů v Benešovské pahorkatině
Seznam vrcholů v Benešovské pahorkatině obsahuje pojmenované vrcholy s nadmořskou výškou nad 550 m nebo s prominencí nad 100 metrů. Seznam je založen na údajích dostupných na stránkách Mapy.cz. Jako hranice pohoří byla uvažována hranice stejnojmenného geomorfologického celku.

## Seznam vrcholů podle výšky
Seznam vrcholů podle výšky obsahuje pojmenované vrcholy s výškou nad 550 m n. m (a vrcholy s článkem na Wikipedii).

| #   | Vrchol          | Výška m n. m. | Souřadnice                       | Okrsek                      | Přístup                                                    | Chr. území, objekt                       |
| --- | --------------- | ------------- | -------------------------------- | --------------------------- | ---------------------------------------------------------- | ---------------------------------------- |
| 1.  | Stráž           | 638           | 49°31′41″ s. š., 13°50′52″ v. d. | Bělčická pahorkatina        | -                                                          | -                                        |
| 2.  | Pteč            | 633           | 49°35′05″ s. š., 14°06′13″ v. d. | Mirovická vrchovina         | -                                                          | -                                        |
| 3.  | Hrby            | 627           | 49°33′56″ s. š., 14°15′11″ v. d. | Krásnohorská vrchovina      | -                                                          | -                                        |
| 4.  | Špalková hora   | 620           | 49°31′35″ s. š., 13°52′46″ v. d. | Bělčická pahorkatina        | -                                                          | -                                        |
| 5.  | Drahenický vrch | 615           | 49°30′36″ s. š., 13°57′18″ v. d. | Bělčická pahorkatina        | -                                                          | -                                        |
| 6.  | Levín           | 612           | 49°39′07″ s. š., 14°02′45″ v. d. | Milínská vrchovina          | -                                                          | -                                        |
| 7.  | Vraneč          | 608           | 49°37′04″ s. š., 14°02′35″ v. d. | Milínská vrchovina          | -                                                          | -                                        |
| 8.  | Kozí vrch       | 603           | 49°38′21″ s. š., 14°01′56″ v. d. | Milínská vrchovina          | -                                                          | kříž                                     |
| 9.  | Mumlin          | 602           | 49°31′09″ s. š., 13°51′22″ v. d. | Bělčická pahorkatina        | neznačena                                                  | -                                        |
| 10. | Holý vrch       | 599           | 49°31′07″ s. š., 13°52′52″ v. d. | Bělčická pahorkatina        | -                                                          | -                                        |
| 11. | Ryšavý          | 596           | 49°39′27″ s. š., 14°03′27″ v. d. | Milínská vrchovina          | -                                                          | -                                        |
| 12. | Ve Vrchu        | 595           | 49°38′52″ s. š., 14°03′51″ v. d. | Milínská vrchovina          | -                                                          | -                                        |
| 13. | Koňský vrch     | 587           | 49°32′26″ s. š., 14°14′27″ v. d. | Krásnohorská vrchovina      | -                                                          | zeměměřická věž, vysílač, kříž           |
| 14. | Vysoký          | 583           | 49°40′05″ s. š., 14°04′42″ v. d. | Milínská vrchovina          | -                                                          | -                                        |
| 15. | Hotětín         | 579           | 49°34′34″ s. š., 14°15′50″ v. d. | Krásnohorská vrchovina      | -                                                          | -                                        |
| 16. | Křemenice       | 578           | 49°35′14″ s. š., 14°20′49″ v. d. | Krásnohorská vrchovina      | naučná turistická značka · místníčervená turistická značka | -                                        |
| 17. | Radešínská      | 578           | 49°34′21″ s. š., 14°17′38″ v. d. | Krásnohorská vrchovina      | -                                                          | -                                        |
| 18. | Trubný vrch     | 577           | 49°21′19″ s. š., 13°54′34″ v. d. | Mirovická vrchovina         | -                                                          | -                                        |
| 19. | Číčová          | 576           | 49°39′21″ s. š., 14°04′20″ v. d. | Milínská vrchovina          | -                                                          | -                                        |
| 20. | Zíkovec         | 575           | 49°38′47″ s. š., 14°01′55″ v. d. | Milínská vrchovina          | -                                                          | Kostel svatého Petra                     |
| 21. | Hrad            | 574           | 49°27′33″ s. š., 14°01′41″ v. d. | Mirovická vrchovina         | žlutá turistická značka                                    | hradiště                                 |
| 22. | Na Kopách       | 573           | 49°31′19″ s. š., 13°55′16″ v. d. | Bělčická pahorkatina        | -                                                          | -                                        |
| 23. | Mužetický vrch  | 573           | 49°23′23″ s. š., 13°58′46″ v. d. | Mirovická vrchovina         | -                                                          | -                                        |
| 24. | Hodětín         | 572           | 49°33′56″ s. š., 14°18′51″ v. d. | Krásnohorská vrchovina      | -                                                          | -                                        |
| 25. | Machačov        | 571           | 49°37′32″ s. š., 14°01′55″ v. d. | Milínská vrchovina          | -                                                          | -                                        |
| 26. | Březina         | 568           | 49°33′33″ s. š., 14°05′41″ v. d. | Mirovická vrchovina         | -                                                          | -                                        |
| 27. | Hradec          | 566           | 49°35′20″ s. š., 13°53′52″ v. d. | Rožmitálská pahorkatina     | -                                                          | -                                        |
| 28. | Skuhrovský vrch | 565           | 49°35′13″ s. š., 14°23′51″ v. d. | Krásnohorská vrchovina      | -                                                          | vysílač                                  |
| 29. | U Hluboké cesty | 565           | 49°37′06″ s. š., 13°51′20″ v. d. | Rožmitálská pahorkatina     | -                                                          | -                                        |
| 30. | Skalky          | 563           | 49°34′21″ s. š., 14°04′09″ v. d. | Mirovická vrchovina         | -                                                          | -                                        |
| 31. | Bukovec         | 562           | 49°38′22″ s. š., 14°11′12″ v. d. | Mirovická vrchovina         | žlutá turistická značka                                    | -                                        |
| 32. | Na Vrchu        | 562           | 49°36′41″ s. š., 13°53′00″ v. d. | Rožmitálská pahorkatina     | -                                                          | -                                        |
| 33. | Chlum           | 562           | 49°23′57″ s. š., 13°58′44″ v. d. | Mirovická vrchovina         | -                                                          | -                                        |
| 34. | Holý vrch       | 562           | 49°21′34″ s. š., 13°54′40″ v. d. | Mirovická vrchovina         | -                                                          | hradiště Láz                             |
| 35. | Mrazice         | 561           | 49°36′22″ s. š., 14°05′22″ v. d. | Milínská pahorkatina        | -                                                          | -                                        |
| 36. | Panský vrch     | 561           | 49°30′25″ s. š., 13°52′48″ v. d. | Bělčická pahorkatina        | -                                                          | -                                        |
| 37. | Kamenice        | 561           | 49°23′16″ s. š., 13°57′06″ v. d. | Mirovická vrchovina         | -                                                          | -                                        |
| 38. | Štírův vrch     | 559           | 49°39′36″ s. š., 14°04′35″ v. d. | Milínská vrchovina          | -                                                          | -                                        |
| 39. | Lampír          | 559           | 49°37′24″ s. š., 14°21′29″ v. d. | Krásnohorská vrchovina      | -                                                          | -                                        |
| 40. | Křemenec        | 559           | 49°28′53″ s. š., 14°00′06″ v. d. | Mirovická vrchovina         | červená turistická značka                                  | -                                        |
| 41. | Drahýšov        | 558           | 49°34′13″ s. š., 13°55′07″ v. d. | Rožmitálská pahorkatina     | -                                                          | -                                        |
| 42. | Velmeš          | 556           | 49°35′41″ s. š., 14°06′52″ v. d. | Mirovická vrchovina         | -                                                          | -                                        |
| 43. | Kněžská hora    | 556           | 49°34′45″ s. š., 14°21′52″ v. d. | Krásnohorská vrchovina      | -                                                          | -                                        |
| 44. | Doubek          | 555           | 49°33′52″ s. š., 14°06′21″ v. d. | Mirovická vrchovina         | -                                                          | -                                        |
| 45. | Křídlí          | 555           | 49°22′09″ s. š., 13°55′20″ v. d. | Mirovická vrchovina         | -                                                          | -                                        |
| 46. | Bukovec         | 554           | 49°35′11″ s. š., 14°17′26″ v. d. | Krásnohorská vrchovina      | -                                                          | -                                        |
| 47. | Velký Pýrný     | 553           | 49°37′02″ s. š., 14°22′30″ v. d. | Krásnohorská vrchovina      | -                                                          | vodojem                                  |
| 48. | Velká skála     | 551           | 49°41′02″ s. š., 14°07′15″ v. d. | Milínská vrchovina          | -                                                          | přístřešek                               |
| 49. | Bohatá          | 551           | 49°39′11″ s. š., 14°05′04″ v. d. | Milínská vrchovina          | -                                                          | -                                        |
| -   | Pecný           | 546           | 49°54′51″ s. š., 14°47′14″ v. d. | Ondřejovská vrchovina       | naučná turistická značka                                   | základních nivelační bod ČR, areál VÚGTK |
| -   | Maková hora     | 544           | 49°37′00″ s. š., 14°08′54″ v. d. | Mirovická vrchovina         | červená turistická značka · naučná turistická značka       | poutní místo Maková hora                 |
| -   | Neštětická hora | 534           | 49°46′09″ s. š., 14°34′07″ v. d. |                             | žlutá turistická značka                                    | rozhledna                                |
| -   | Březák          | 533           | 49°47′37″ s. š., 14°49′33″ v. d. |                             | naučná turistická značka                                   | rozhledna Špulka                         |
| -   | Čerčanský chlum | 530           | 49°50′32″ s. š., 14°43′44″ v. d. | Ondřejovská vrchovina       | -                                                          | -                                        |
| -   | Čihadlo         | 528           | 49°45′15″ s. š., 14°15′32″ v. d. | Jílovská vrchovina          | -                                                          | -                                        |
| -   | Vlková          | 521           | 49°53′06″ s. š., 14°36′11″ v. d. | Kamenická vrchovina         | -                                                          | obora Vlková, vyhlídková věž             |
| -   | Krásná hora     | 520           | 49°49′45″ s. š., 14°46′00″ v. d. |                             | -                                                          | zřícenina loveckého zámečku              |
| -   | Holý            | 516           | 49°48′36″ s. š., 14°29′00″ v. d. | Jílovská vrchovina          | -                                                          | PP Střed Čech                            |
| -   | Grybla          | 514           | 49°52′49″ s. š., 14°33′58″ v. d. |                             | červená turistická značka                                  | PR Grybla                                |
| -   | Zbuzy           | 512           | 49°25′06″ s. š., 13°57′18″ v. d. | Mirovická vrchovina         | -                                                          | -                                        |
| -   | Chlum           | 506           | 49°46′18″ s. š., 14°36′31″ v. d. | Netvořická vrchovina        | -                                                          | -                                        |
| -   | Radimovka       | 506           | 49°56′08″ s. š., 14°37′32″ v. d. | Strančická pahorkatina      | žlutá turistická značka                                    | vysílač                                  |
| -   | Pivovarská hora | 486           | 49°36′28″ s. š., 14°23′25″ v. d. | Sedlčanská pahorkatina      | -                                                          | menhir                                   |
| -   | Vepří           | 481           | 49°51′25″ s. š., 14°44′27″ v. d. | Ondřejovská vrchovina       | -                                                          | -                                        |
| -   | Mandava         | 480           | 49°55′35″ s. š., 14°34′14″ v. d. | Strančická pahorkatina      | -                                                          | památník s rozhlednou, vysílač           |
| -   | Hůrecká věž     | 446           | 49°45′18″ s. š., 14°43′38″ v. d. | Postupická pahorkatina      | -                                                          | -                                        |
| -   | Čížov           | 433           | 49°51′27″ s. š., 14°35′43″ v. d. | Konopišťská pahorkatina     | zelená turistická značka                                   | PR Čížov                                 |
| -   | Medník          | 417           | 49°52′14″ s. š., 14°26′36″ v. d. | Jílovská vrchovina          | zelená turistická značka                                   | NPP Medník                               |
| -   | Lipská hora     | 367           | 50°01′37″ s. š., 14°56′16″ v. d. | Černokostelecká pahorkatina | žlutá turistická značka · naučná turistická značka         | Lipanská mohyla                          |
| -   | Klepec          | 358           | 50°02′56″ s. š., 14°46′45″ v. d. | Jevanská pahorkatina        | žlutá turistická značka · naučná turistická značka         | PP Klepec                                |

## Seznam vrcholů podle prominence
Seznam vrcholů podle prominence obsahuje všechny hory a kopce s prominencí (relativní výškou) nad 100 metrů, bez ohledu na nadmořskou výšku. Takových je v Benešovské pahorkatině 12. Nejprominentnější je nejvyšší vrchol Dobříšské pahorkatiny Pecný (187 m) a i většina ostatních nejprominentnějších vrcholů se nachází v tomto podcelku. Z Březnické pahorkatiny jsou jen Pteč a Hrby.
| #   | Vrchol          | Výška m n. m. | Promi- nence | Izolace (km)           | Souřadnice                       | Podcelek              | Přístup                                                                         |
| --- | --------------- | ------------- | ------------ | ---------------------- | -------------------------------- | --------------------- | ------------------------------------------------------------------------------- |
| 01. | Pecný           | 546           | 187          | 22,1 → Lohovka         | 49°54′51″ s. š., 14°47′13″ v. d. | Dobříšská pahorkatina | -                                                                               |
| 02. | Drbákov         | 490           | 127          | 05,2 → Rohatec         | 49°43′00″ s. š., 14°21′37″ v. d. | Dobříšská pahorkatina | -                                                                               |
| 03. | Čihadlo         | 528           | 120          | 10,1 → Spálený         | 49°45′15″ s. š., 14°15′32″ v. d. | Dobříšská pahorkatina | -                                                                               |
| 04. | Na Vrchu        | 462           | 114          | 02,5 → Drbákov         | 49°43′39″ s. š., 14°23′37″ v. d. | Dobříšská pahorkatina | -                                                                               |
| 05. | Vlková          | 521           | 112          | 10,1 → Čerčanský chlum | 49°53′06″ s. š., 14°36′11″ v. d. | Dobříšská pahorkatina | -                                                                               |
| 06. | Neštětická hora | 534           | 108          | 11,1 → Žebrák          | 49°46′09″ s. š., 14°34′07″ v. d. | Dobříšská pahorkatina | žlutá turistická značka                                                         |
| 07. | Pteč            | 633           | 105          | 10,5 → Vojna           | 49°35′05″ s. š., 14°06′13″ v. d. | Březnická pahorkatina | -                                                                               |
| 08. | Holý vrch       | 516           | 103          | 07,5 → Neštětická hora | 49°48′36″ s. š., 14°29′02″ v. d. | Dobříšská pahorkatina | -                                                                               |
| 09. | Chlum           | 506           | 103          | 02,5 → Neštětická hora | 49°46′18″ s. š., 14°36′31″ v. d. | Dobříšská pahorkatina | -                                                                               |
| 10. | Besedná         | 498           | 102          | 05,9 → Hořice          | 49°45′52″ s. š., 14°22′35″ v. d. | Dobříšská pahorkatina | zelená turistická značka                                                        |
| 11. | Červená hora    | 486           | 102          | 05,8 → Holý vrch       | 49°49′39″ s. š., 14°24′21″ v. d. | Dobříšská pahorkatina | zelená turistická značka                                                        |
| 12. | Hrby            | 627           | 101          | 09,5 → Spálenka        | 49°33′56″ s. š., 14°15′11″ v. d. | Březnická pahorkatina | červená turistická značka · zelená turistická značka · naučná turistická značka |